# Euchresta
Euchresta é um género botânico pertencente à família Fabaceae.